# 25608 Hincapie
25608 Hincapie è un asteroide della fascia principale. Scoperto nel 2000, presenta un'orbita caratterizzata da un semiasse maggiore pari a 2,4766456 UA e da un'eccentricità di 0,0962690, inclinata di 6,56198° rispetto all'eclittica.